# Џон Крајер
Џонатан Нивен "Џон" Крајер (енгл. Jonathan Niven "Jon" Cryer) је амерички глумац, рођен 16. априла 1965, у Њујорку. Најпознатији је по улози Алана Харпера у хумористичкој серији Два и по мушкарца.

## Филмографија
| Улоге Џона Крајера |                   |                                  |                        |           |
| Година             | Српски назив      | Изворни назив                    | Улога                  | Напомена  |
| 1987.              | Супермен 4        | Superman IV: The Quest for Peace | Лени Лутор             |           |
| 1991.              | Усијане главе!    | Hot Shots!                       | Џим „Испрани” Фафенбах |           |
| 2003—2015.         | Два и по мушкарца | Two and a Half Men               | Алан Харпер            | ТВ серија |
| 2010.              | Кад водењак пукне | Due Date                         | Алан Харпер            | камео     |
| 2019—2021.         | Супердевојка      | Supergirl                        | Лекс Лутор             | ТВ серија |